# Oltárc
Oltárc (chorvatsky Ultarc nebo Ultarec) je obec v Maďarsku v župě Zala, spadající pod okres Letenye. Nachází se asi 15 km severovýchodně od Letenye, 18 km severozápadně od města Nagykanizsa, 40 km jižně od Zalaegerszegu a asi 226 km jihozápadně od Budapešti. V roce 2015 zde žilo 274 obyvatel, z nichž většinu tvoří Maďaři.

## Geografie
Oltárc je ulicová vesnice, leží na slepé komunikaci vedoucí z obce Bánokszentgyörgy, která zde končí a již ve vesnici se mění na nezpevněnou cestu. Nachází se v Zalské pahorkatině, jižně od obce se nachází 324 m vysoký kopec Gurgó-hegy. Protéká zde potok Oltárci-vízfólyás, levostranný přítok potoka Alsó-Válicka, který se jako Felső-Válicka vlévá do řeky Zaly.
V Oltárci se nachází kostel svatého krále Štěpána.

## Historie
Na nedalekém vrcholu Márki bylo nalezeno opevnění z doby bronzové. Oltárc je v raných pramenech uváděn jako Oltarcy (1290), Oltaruch, Vtaroch (14. století) a poté jako Oltaroch-mege (15. století). Ves byla v 16. století vypálena a zbořena Turky, začala být znovu osidlována až v 18. století. V roce 1770 žilo v obci již 365 obyvatel. Obyvatelstvo se zabývalo chovem ovcí a lesním hospodářstvím. Na začátku 20. století bývali muži často odsouváni do vzdálenějších míst, aby zmírnili místní chudobu. V době druhé světové války žilo v Oltárci více než tisíc obyvatel. Po válce vesnici zasáhl hospodářský úpadek a v důsledku toho se počet obyvatel snížil na třetinu.

## Obyvatelstvo
V roce 2011 tvořili zdejší obyvatelstvo z 68,7 % Maďaři a z 30,7 % Romové. Z náboženství výrazně převažuje římskokatolické křesťanství, které vyznává 76,5 % obyvatel, 22,8 % obyvatel se ke své víře nevyjádřilo.

## Sousední obce
| Růžice kompasu | Bánokszentgyörgy | Bucsuta | Börzönce Bocska  | Růžice kompasu |
| Růžice kompasu |                  | Sever   | Magyarszerdahely | Růžice kompasu |
| Růžice kompasu | Oltárc           |         | Magyarszerdahely | Růžice kompasu |
| Růžice kompasu | Jih              |         | Magyarszerdahely | Růžice kompasu |
| Růžice kompasu | Valkonya         | Rigyác  | Eszteregnye      | Růžice kompasu |